# Jamaicai patti
A jamaicai patti egy félkör alakú tészta, amely különféle töltelékeket és fűszereket tartalmaz pelyhes, ropogós héjban, gyakran aranysárgára színezve tojássárgás keverékkel vagy kurkumával. A kör alakú tésztakivágást a választott töltelékre hajtják, de ízletesebb, darált hússal töltve.
Ahogy a neve is sugallja, Jamaicában gyakran előfordul, és a Karib-térség más területein is fogyasztják, beleértve a karibi partokat, Nicaraguát, Panamát és Costa Ricát, de akár Kanadát is.
Hagyományosan fűszerezett marhahússal töltik, de a töltelékek közé tartozhat csirke, sertés, bárány, zöldség, garnélarák, homár, hal, szója, ackee, vegyes zöldség vagy sajt. A nem jamaicai székhelyű éttermekben bizonyos közönség megszólítása érdekében a patti összetételét ki lehet terjeszteni alacsony zsírtartalmú, teljes kiőrlésű héjra. Jamaicában a pattit gyakran teljes étkezésként fogyasztják, különösen, ha kókuszos kenyérrel párosítják. Készíthető falatnyi adagokban is koktélpattiként. 
Az Egyesült Királyságban élő jamaicai diaszpórában a tészta inkább a héjas kéreghez hasonlít, és gyakran margarinból vagy vajból készül, amely a pelyhes tésztát adja, és a kurkumát tartalmazó curryporral, amely a sárga színt adja.

### Történelem
A marhahúspatti Jamaica hosszú történelmének terméke, a cornwalli bevándorlók által bevezetett péksüteményekből, valamint az országba behozott indiai munkások és afrikai rabszolgák által bevezetett köményből, curryből és cayenne-i borsból kevert tésztákat. "A Jamaicában őshonos csípős paprika petárdás íze tette egyedivé."
A jamaicaiak hozták a pattik receptjeit észak felé az 1960-as és 1970-es években, amikor sokan bevándoroltak az Egyesült Államokba kórházi ápolóként, házi egészségügyi asszisztensként és nővérként. A pattit ezután a New York-i nagyvárosi körzet éttermeiben találták meg, ahol nagy a nyugat-indiai népesség. A pattik ugyanolyan népszerűek a nagy nyugat-indiai lakosságú brit városokban, például Birminghamben, Manchesterben és Londonban. 
Népszerűségük egyre terjed az Egyesült Királyságban, és számos mainstream üzletben elérhetővé válnak. Népszerűek Torontóban, Montrealban, Miamiban, Washington D.C.-ben és számos más területen az amerikai északkeleti és a kanadai Nagy-tavak régióban; ezek közül sok helyen élelmiszerboltokban, csemegeboltokban, sarki üzletekben és kisboltokban kaphatók. Az elmúlt években a jamaicai pattit előre elkészítették és fagyasztották tömeges értékesítés céljából Nagy-Britanniában, Kanadában és az Egyesült Államokban. Az Egyesült Államok és Kanada számos területén a jamaicai marhahúspattik jelenleg jellemzően pizzázó- és kiséttermekben, valamint szupermarketekben kaphatók.

#### Pattiháborúk
1985 februárjában a kanadai kormány megkísérelte megtiltani a pattik árusítóit a „marhapatti” kifejezés használatától, mivel az nem felelt meg a Meat Inspection Act szövetségileg szabályozott fogalom meghatározásának, amely a hamburgerpogácsákon alapult. A pattik árusai megtagadták a marhahúspogácsák átnevezését, és a témával többször is foglalkozott a média Kanadában és Jamaicában is. A kormányt nyomás nehezítette a probléma megoldására Brian Mulroney miniszterelnök közelgő jamaicai útja miatt. 1985. február 19-én a fogyasztói és vállalati ügyek tisztviselői, valamint a pogácsákat árusítók képviselői megegyeztek abban, hogy a pogácsát "jamaicai pattinak" nevezik, nem kellett átnevezni a vállalkozásokat vagy megváltoztatni a feliratokat. Colin Vaughn "a jamaicai közösség győzelmének" nevezte.